# Record antillani olandesi di atletica leggera
I record antillani olandesi di atletica leggera rappresentavano le migliori prestazioni di atletica leggera stabilite dagli atleti di nazionalità antillana olandese e ratificate dalla Nederlands Antilliaanse Atletiek Unie. Lo stato non è più considerato tale dal 2010.

## Outdoor

### Maschili
| Specialità             | Prestazione | Atleta                                                                           | Data              | Evento                                             | Luogo                               | Note  |
| ---------------------- | --- | -------------------------------------------------------------------------------- | ----------------- | -------------------------------------------------- | ----------------------------------- | ----- |
| 100 m                  | 9.93 (0.0 m/s) | Churandy Martina                                                                 | 16 agosto 2008    | Giochi Olimpici                                    | Pechino, Cina                       | [ 1 ] |
| 200 m                  | 20.08 (+0.4 m/s) | Churandy Martina                                                                 | 8 luglio 2010     | Athletissima                                       | Losanna, Svizzera                   |       |
| 400 m                  | 46.13 | Churandy Martina                                                                 | 31 marzo 2007     |                                                    | El Paso, Stati Uniti d'America      |       |
| 800 m                  | 1:51.0 | Richard Riley                                                                    | 11 agosto 1973    |                                                    | Papendal, Paesi Bassi               |       |
| 1500 m                 | 3:53.0 | Richard Riley                                                                    | 16 settembre 1973 |                                                    | Papendal, Paesi Bassi               |       |
| 3000 m                 | 8:48.13 | James Lynch                                                                      | 7 agosto 1993     |                                                    | Weinstadt, Germania                 |       |
| 5000 m                 | 14:49.6 | Ronald Mercelina                                                                 | 3 marzo 1970      |                                                    | Panama, Panama                      |       |
| 10000 m                | |                                                                                  |                   |                                                    |                                     |       |
| Maratona               | 2:57:28 | Herman Couperus                                                                  | 17 marzo 2007     |                                                    | Curaçao, Antille Olandesi           |       |
| 110 m ostacoli         | 13.93 | James Sharpe                                                                     | 2 luglio 1995     |                                                    | Budapest, Ungheria                  |       |
| 400 m ostacoli         | 53.77 | Helvin Felix                                                                     | 8 agosto 1981     |                                                    | Utrecht, Paesi Bassi                |       |
| 3000 m siepi           | |                                                                                  |                   |                                                    |                                     |       |
| Salto in alto          | 2.03 m | Quentin Siberie                                                                  | 20 marzo 2010     | Giochi Sudamericani                                | Medellin, Colombia                  | [ 2 ] |
| Salto con l'asta       | 3.50 m | Ivor Landburg                                                                    | 31 agosto 1997    |                                                    | Sittard, Paesi Bassi                |       |
| Salto in lungo         | 7.68 m | Ellsworth Manuel                                                                 | 24 luglio 1993    |                                                    | Amsterdam, Paesi Bassi              |       |
| Salto triplo           | 15.18 m | Ellsworth Manuel                                                                 | 8 giugno 1997     |                                                    | Krommenie, Paesi Bassi              |       |
| Getto del peso         | 15.12 m | Lambertus Rebel                                                                  | 15 dicembre 1962  |                                                    | Willemstad, Antille Olandesi        |       |
| Lancio del disco       | 51.16 m | Lambertus Rebel                                                                  | 8 giugno 1958     |                                                    | Amsterdam, Paesi Bassi              |       |
| Lancio del martello    | 49.50 m | Lambertus Rebel                                                                  | 5 ottobre 1957    |                                                    | L'Aia, Paesi Bassi                  |       |
| Lancio del giavellotto | 55.90 m | James Sharpe                                                                     | 2 settembre 1987  |                                                    | Eindhoven, Paesi Bassi              |       |
| Decathlon              | 6487 pts | Ivor Landburg                                                                    | 17-18 maggio 1997 |                                                    | Emmeloord, Paesi Bassi              |       |
| Decathlon              | 11.21 (100 m), 6.75 m (lungo), 10.85 m (peso), 1.91 m (alto), 50.58 (400 m) / 15.55 (110 m h), 32.92 m (disco), 3.10 m (asta), 41.90 m (giavelloto), 4:34.85 (1500 m) |                                                                                  |                   |                                                    |                                     |       |
| Marcia 20 km (strada)  | |                                                                                  |                   |                                                    |                                     |       |
| Marcia 50 km (strada)  | |                                                                                  |                   |                                                    |                                     |       |
| staffetta 4x100 m      | 38.45 | Antille Olandesi Geronimo Goeloe Charlton Rafaela Jairo Duzant Churandy Martina  | 13 agosto 2005    | Campionati del mondo                               | Helsinki, Finlandia                 | [ 3 ] |
| staffetta 4x400 m      | 3:17.46 | Antille Olandesi N. Dimfires J. Troeman D. Manuel Terrence Agard                 | 13 aprile 2009    |                                                    | Porto vecchio di Marsiglia, Francia |       |
| staffetta 4x400 m      | 3:15.66 | Varie nazionalità Terrence Agard Lee Marvin Bonavacia Javier Agard Jairo Troeman | 11 luglio 2010    | VI Campionati centro-nordamericani e Caraibici U23 | Miramar, Stati Uniti d'America      |       |

### Femminili
| Specialità             | Prestazione | Atleta                                                                         | Data              | Evento                                             | Luogo                                | Note  |
| ---------------------- | --- | ------------------------------------------------------------------------------ | ----------------- | -------------------------------------------------- | ------------------------------------ | ----- |
| 100 m                  | 11.73 (+0.9 m/s) | Evelyn Farrell                                                                 | 22 luglio 1983    | Campionati centroamericani e caraibici di Atletica | L'Avana, Cuba                        |       |
| 200 m                  | 24.39 | Jacqueline Sophia                                                              | 30 novembre 1990  | Giochi centramericani e caraibici                  | Città del Messico, Messico           |       |
| 400 m                  | 53.97 | Florencia Hunt                                                                 | 5 maggio 2001     |                                                    | Fairfax, Stati Uniti d'America       |       |
| 800 m                  | 2:03.16 | Florencia Hunt                                                                 | 9 giugno 2001     |                                                    | Nassau, Bahamas                      |       |
| 1500 m                 | 4:43.36 | Florencia Hunt                                                                 | 19 marzo 2004     |                                                    | Charlotte, Stati Uniti d'America     |       |
| 3000 m                 | 13:40.90 | Damaris Sweet                                                                  | 18 marzo 2006     |                                                    | Willemstad, Antille Olandesi         |       |
| 5000 m                 | 21:50.07 | Jacqueline Hol                                                                 | 9 giugno 2007     |                                                    | Willemstad, Antille Olandesi         |       |
| 10000 m                | |                                                                                |                   |                                                    |                                      |       |
| Maratona               | 3:43:27 | Nel Geerings                                                                   | 15 April 1991     | Maratona di Boston                                 | Boston, Stati Uniti d'America        |       |
| 100 m ostacoli         | 14.52 | Elisabeth Pieternella                                                          | 21 giugno 1986    |                                                    | Città del Messico, Messico           |       |
| 400 m ostacoli         | 1:02.16 | Elisabeth Pieternella                                                          | 22 giugno 1986    |                                                    | Città del Messico, Messico           |       |
| 3000 m siepi           | |                                                                                |                   |                                                    |                                      |       |
| Salto in alto          | 1.62 m | Jeneree Wyatt                                                                  | 27 gennaio 2007   |                                                    | Willemstad, Antille Olandesi         |       |
| Salto con l'asta       | |                                                                                |                   |                                                    |                                      |       |
| Salto in lungo         | 6.13 m (0.0 m/s) | Meruskalem Eduarda                                                             | 4 luglio 2010     | Campionati centro americani e caraibici Junior     | Santo Domingo, Repubblica Dominicana | [ 4 ] |
| Salto triplo           | 12.12 m (+0.9 m/s) | Meruskalem Eduarda                                                             | 30 maggio 2010    | Campionato Europeo per Club                        | Berna, Svizzera                      |       |
| Getto del peso         | 12.70 m | Barbara Francisco                                                              | 27 luglio 1989    |                                                    | San Juan, Porto Rico                 |       |
| Lancio del disco       | 41.04 m | Sherry Howell                                                                  | 9 aprile 1985     |                                                    | Bridgetown, Barbados                 |       |
| Lancio del martello    | |                                                                                |                   |                                                    |                                      |       |
| Lancio del giavellotto | 36.75 m | Carmen Martha                                                                  | 15 giugno 2001    |                                                    | Willemstad, Antille Olandesi         |       |
| Eptathlon              | 4833 pts | Sherry Howe                                                                    | 24-25 luglio 1987 |                                                    | Caracas, Venezuela                   |       |
| Eptathlon              | 15.81 (100 m h), 1.57 m (alto), 11.67 m (peso), 26.63 (200 m) / 5.20 m (lungo), 45.56 m (giavellotto), 2:35.67 (800 m) |                                                                                |                   |                                                    |                                      |       |
| 20 km marcia (strada)  | |                                                                                |                   |                                                    |                                      |       |
| staffetta 4x100 m      | 47.39 | Antille Olandesi                                                               | 8 maggio 2010     | Ponce Grand Prix                                   | Ponce, Porto Rico                    | [ 5 ] |
| staffetta 4x400 m      | 4:04.36 | Antille Olandesi Vanessa Philbert Jeneree Wyatt S. Gijsberta Lieshayra Dalnott | 13 aprile 2009    |                                                    | Vieux Fort, Saint Lucia              |       |

## Indoor

### Maschili
| Specialità                                                   | Prestazione | Atleta           | Data             | Evento         | Luogo                          | Note  |
| ------------------------------------------------------------ | ----------- | ---------------- | ---------------- | -------------- | ------------------------------ | ----- |
| 60 m                                                         | 6.58        | Churandy Martina | 6 febbraio 2010  | Sparkassen Cup | Stoccarda, Germania            | [ 6 ] |
| 200 m                                                        | 21.44       | Jairo Duzant     | 28 febbraio 2003 |                | Nampa, Stati Uniti d'America   |       |
| 200 m                                                        | 21.23 OT    | Churandy Martina | 10 febbraio 2006 |                | Ames, Stati Uniti d'America    |       |
| 400 m                                                        | 48.45       | Curtis Kock      | 7 febbraio 2009  |                | Lincoln, Stati Uniti d'America |       |
| 800 m                                                        |             |                  |                  |                |                                |       |
| 1500 m                                                       |             |                  |                  |                |                                |       |
| 3000 m                                                       |             |                  |                  |                |                                |       |
| 50 m ostacoli                                                | 6.82        | James Sharpe     | 4 febbraio 2000  |                | Budapest, Ungheria             |       |
| 60 m ostacoli                                                | 7.89        | James Sharpe     | 16 gennaio 1999  |                | Budapest, Ungheria             |       |
| Salto in alto                                                |             |                  |                  |                |                                |       |
| Salto con l'asta                                             |             |                  |                  |                |                                |       |
| Salto in lungo                                               | 7.76 m      | Ellsworth Manuel | 19 febbraio 1995 |                | L'Aia, Paesi Bassi             |       |
| Salto triplo                                                 |             |                  |                  |                |                                |       |
| Getto del peso                                               |             |                  |                  |                |                                |       |
| Eptathlon                                                    |             |                  |                  |                |                                |       |
| (60 m), (lungo), (peso), (alto) / (60 m h), (asta), (1000 m) |             |                  |                  |                |                                |       |
| 5000 metri marcia                                            |             |                  |                  |                |                                |       |
| staffetta 4x400 m                                            |             |                  |                  |                |                                |       |

### Femminili
| Specialità                                 | Prestazione | Atleta         | Data            | Evento               | Luogo                               | Note |
| ------------------------------------------ | ----------- | -------------- | --------------- | -------------------- | ----------------------------------- | ---- |
| 60 m                                       | 7.89        | Martha Soraima | 6 marzo 1987    | Campionati del mondo | Indianapolis, Stati Uniti d'America |      |
| 200 m                                      |             |                |                 |                      |                                     |      |
| 400 m                                      | 54.30       | Florencia Hunt | 9 marzo 2001    |                      | Boston, Stati Uniti d'America       |      |
| 800 m                                      | 2:09.57     | Florencia Hunt | 19 gennaio 2001 |                      | Blacksburg, Stati Uniti d'America   |      |
| 1500 m                                     |             |                |                 |                      |                                     |      |
| 3000 m                                     |             |                |                 |                      |                                     |      |
| 60 m ostacoli                              |             |                |                 |                      |                                     |      |
| Salto in alto                              |             |                |                 |                      |                                     |      |
| Salto con l'asta                           |             |                |                 |                      |                                     |      |
| Salto in lungo                             |             |                |                 |                      |                                     |      |
| Salto triplo                               |             |                |                 |                      |                                     |      |
| Getto del peso                             |             |                |                 |                      |                                     |      |
| Pentathlon                                 |             |                |                 |                      |                                     |      |
| (60 m h), (alto), (peso), (lungo), (800 m) |             |                |                 |                      |                                     |      |
| Marcia 3000 m                              |             |                |                 |                      |                                     |      |
| staffetta 4x400 m                          |             |                |                 |                      |                                     |      |